# 三上秀吉
三上秀吉（みかみ ひできち、1893年6月1日 - 1970年10月2日）は、日本の作家。和歌山県生まれ。旧姓・龍田、結婚して三上姓となる。香川県立高松中学校卒。『婦人之友』編集長ののち志賀直哉に師事。娘の三上慶子も作家で、戦時中熊本県球磨郡に家族で疎開、1951年慶子とともに西日本新聞文化賞を受賞。

## 著書
- 『三上秀吉短篇 第1輯 (髪)』制作社　1935
- 『山の人々 長篇小説』第一書房　1941
- 『山の兄妹』紀元社　1943
- 『志賀直哉』東京ライフ社　1956　作家論シリーズ

## 共編著
- 『志賀直哉旅行記文髄』編　第一書房　1939
- 『山の灯』羽仁賢良共著　登山とスキー社　1942

## 参考
- 『日本近代文学大事典』講談社、1984